# Флаг Советского городского поселения (Ленинградская область)
Флаг муниципального образования «Сове́тское городское поселение» Выборгского района Ленинградской области Российской Федерации — опознавательно-правовой знак, служащий официальным символом муниципального образования и знаком единства его населения.
Флаг утверждён 25 июня 2007 года и внесён в Государственный геральдический регистр Российской Федерации с присвоением регистрационного номера 3430.

## Описание
«Флаг муниципального образования „Советское городское поселение“ представляет собой прямоугольное полотнище с отношением ширины флага к длине — 2:3, воспроизводящее композицию герба муниципального образования „Советское городское поселении“ в голубом, белом и жёлтом цветах».
Геральдическое описание герба гласит: «В лазоревом и серебряном щите, волнисто скошенном слева в одну пологую волну, завершённую вверху и внизу безднами (вверху — серебряной, внизу — лазоревой), закрученными по ходу солнца; орёл переменных цветов с золотыми глазами, клювом и языком, сопровождаемый вверху золотой звездой о пяти лучах».

## Обоснование символики
Флаг составлен на основании герба муниципального образования, в соответствии с традициями и правилами геральдики и отражает исторические, культурные, социально-экономические, национальные и иные местные традиции.
На флаге муниципального образования «Советское городское поселение» с одной стороны использованы мотивы символики герба волости Йоханнес (орёл) — олицетворение старой топонимики местности и символ преемственности истории, а с другой стороны скошенное слева в одну пологую волну, завершённую вверху и внизу безднами деление полотнища символизирует градообразующее предприятие административного центра муниципального образования — посёлка Советский — целлюлозно-бумажный комбинат. Это предприятие является градообразующим. Оно является основным поставщиком тепла, воды, электроэнергии.
На синем поле герба волости Йоханнес — волнообразный пониженный золотой пояс. Поверх него — серебряный одноглавый орёл с золотым клювом и когтями с распростёртыми крыльями. Синее поле символизирует волны, омывающие острова. Волнистая полоса означает речку Роккаланъйоки (Гороховка). Орёл — символ святого Иоанна из Библии.
Автор герба — Юхан Хейнема, член Геральдического Общества Финляндии. Первое упоминание о поселении Какки относится к 1655 году. С 1859 года селение стало называться Йоханнес, с 1948 года — Советский. Топоним Johannes возник в связи с появлением новой лютеранской общины и церкви Святого Йоханнеса.
Золотая пятиконечная звезда напоминает о советских воинах — героях, павших в годы Великой Отечественной войны в боях за Йоханнес и прилегающие острова в Финском заливе. Многие памятники, расположенные на территории муниципального образования и посёлка Советский напоминают о тех годах.
Голубой цвет (лазурь) — цвет знания, истины, символизирует честность, верность, безупречность, а также побережье Финского залива. Территория муниципального образования Советское городское поселение место дачного отдыха многих горожан.
Жёлтый цвет (золото) — постоянство, справедливость, добродетель, верность.
Белый цвет (серебро) — чистота помыслов, мир, правдивость, откровенность, благородство, надежда.